# ولوداین لیدار
ولوداین لیدار (انگلیسی: Velodyne Lidar) شرکت خودروسازی آمریکایی است، که در سال ۱۹۸۳ تأسیس شد.